# Danh sách đĩa nhạc của Lệ Quyên
Nữ ca sĩ người Việt Lệ Quyên đến nay đã phát hành 18 album phòng thu, 8 album video, 2 album nhạc phim, 12 video âm nhạc, 1 đĩa đơn và 4 đĩa than. Cô là một trong những nghệ sĩ có doanh số album phát hành và tái bản cao nhất Việt Nam. Cô bắt đầu sự nghiệp của mình bằng việc hát tại các phòng trà, cafe tại thủ đô Hà Nội và Sài Gòn cho đến khi phát hành album phòng thu đầu tay của mình, Giấc mơ có thật vào giữa năm 2004, là album rất thành công về mặt thương mại.
Rải rác trong ba năm tiếp theo, cô đã tiếp tục gầy dựng sự nghiệp của mình bằng nhiều đĩa nhạc được thu âm tại phòng thu Viết Tân, cùng với album phòng thu thứ hai của cô, mang tên Lời yêu còn mãi, đã được phát hành vào đầu năm 2007 và Như giấc chiêm bao kết hợp với nam ca sĩ Tuấn Hưng phát hành năm 2008. Hai album tiếp sau của Lệ Quyên, Lệ Quyên Acoustic và Nếu như ngày đó, được phát hành vào năm 2009. Các album phòng thu tiếp theo của cô bao gồm Để nhớ một thời ta đã yêu vào năm 2011, Con tim dại khờ vào năm 2013 và Còn trong kỷ niệm vào năm 2016.
Vào năm 2010, cô đánh dấu sự chuyển mình và thành công ngoạn mục với Bolero bằng chuỗi ấn phẩm nhạc xưa mang tên Khúc tình xưa thành công về cả mặt chuyên môn lẫn thương mại. Bên cạnh đó, Lệ Quyên cũng phát hành những đĩa nhạc với nhiều thể loại âm nhạc khác nhau như: Dòng thời gian (nhạc tiền chiến, 2013), nhạc Vũ Thành An với Vùng tóc nhớ (2014) và Tình khúc không tên (2015), Lệ Quyên & Trịnh Công Sơn (2018).

## Album

### Các album phòng thu
| Thể loại        | Tựa đề                                            | Chi tiết album | Doanh số đã phát hành |
| --------------- | ------------------------------------------------- | --- | --------------------- |
| Nhạc nhẹ        | Giấc mơ có thật (Vol.1)                           | Danh sách ca khúc 1. Giấc mơ có thật (nhạc Hoa,lời Việt: Tường Văn) 2. Trăng chiều (Võ Thiện Thanh) 3. Tim em là của anh (Quốc An) 4. Hãy trả lời em (Tuấn Nghĩa) 5. Thôi đừng chiêm bao (Tường Văn) 6. Về bên em (Trung Dũng) 7. Tình là thế (Quốc An) 8. Quên một cuộc tình (Lê Quang) 9. Thu xa (Tường Văn) 10. Phút giây hạnh phúc (Nhạc ngoại, lời Việt: Bùi Thắng) - Phát hành: 27 tháng 8 năm 2004 - Hãng đĩa: Viết Tân Studio - Định dạng: CD | 50.000                |
| Nhạc nhẹ        | Lời yêu còn mãi (Vol.2)                           | Danh sách ca khúc 1. Xua tan niềm đau (Tường Văn) 2. Chỉ muốn bên em (Nhạc ngoại, lời Việt: Duy Linh) 3. Quay về với em (Tuấn Nghĩa) 4. Tình theo ngọn gió (Tường Văn) 5. Quay lại từ đầu (Trương Lê Sơn) 6. Thêm một lần nữa (Đức Huy) 7. Một người em yêu (Tường Văn) 8. Chờ bước anh quay về (Thái Hùng) 9. Ngày mai bên nhau (Duy Linh) 10. Sao anh không về bên em (Sỹ Phượng) - Phát hành: 11 tháng 1 năm 2007 - Hãng đĩa: Viết Tân Studio - Định dạng: CD | [ 5 ]                 |
| Nhạc nhẹ        | Nếu như ngày đó (Vol.3)                           | Danh sách ca khúc 1. Nếu như ngày đó (Hoàng Nhã) 2. Lầm lỡ (Lê Anh Dũng) 3. Lần cuối (Hà Quang Minh) 4. Tha thứ cho em (Trương Lê Sơn) 5. Khóc thầm đêm mưa (Tuấn Nghĩa) 6. Lãng mạn trên đồi (Từ Huy) 7. Đắng cay lời cuối (Minh Nhiên) 8. Rồi một mai (Tường Văn) 9. Yêu là yêu (Trương Lê Sơn) 10. Tình không là mơ (Quang Mẫn) - Phát hành: 5 tháng 12 năm 2009 - Hãng đĩa: Viết Tân Studio - Định dạng: CD | [ 6 ]                 |
| Nhạc nhẹ        | Để nhớ một thời ta đã yêu (Vol.4)                 | Danh sách ca khúc 1. Để nhớ một thời ta đã yêu (Thái Thịnh) 2. Nỗi đau ngự trị (Lương Bằng Quang) 3. Vẫn biết là nhung nhớ (Hà Quang Minh) 4. Tìm lại lần nữa (Võ Quốc Việt) 5. Ngôi sao nhỏ (Tường Văn) 6. Hãy để em ra đi (Vĩnh Tâm) 7. Biết đến bao giờ (Tường Văn) 8. Xin hãy cho quên (Hà Quang Minh) 9. Hãy yêu thật lòng (A Tuân) - Phát hành: 9 tháng 5 năm 2011 - Hãng đĩa: Viết Tân Studio - Định dạng: CD | [ 7 ]                 |
| Nhạc nhẹ        | Con tim dại khờ (Vol.5)                           | Danh sách ca khúc 1. Con tim dại khờ (Hoàng Nhã) 2. Quá muộn màng (Trương Lê Sơn) 3. Nếu em được chọn lựa (Thái Thịnh) 4. Người tình (Quỳnh Anh) 5. Ta đã từng yêu (Thái Thịnh) 6. Yêu thương giờ là quá khứ (Hoàng Nhã) 7. Giây phút cuối (Hoàng Nhã) 8. Chôn giấu một tình yêu (Lương Bằng Quang) - Phát hành: 9 tháng 9 năm 2013 - Hãng đĩa: Viết Tân Studio - Định dạng: CD | [ 8 ]                 |
| Nhạc nhẹ        | Còn trong kỷ niệm (Lệ Quyên & Thái Thịnh) (Vol.6) | Danh sách ca khúc 1. Phải chi em biết 2. Còn trong kỷ niệm 3. Cố quên đến bao giờ 4. Duyên phận 5. Người quên chốn cũ 6. Đoạn tuyệt 7. Con tim anh đã đổi thay 8. Chuyện tình đã xưa 9. Từ biệt một nỗi yêu thương - Phát hành: 8 tháng 4 năm 2016 - Hãng đĩa: Viết Tân Studio - Định dạng: CD | [ 9 ]                 |
| Nhạc nhẹ        | Tình khôn nguôi (Vol.7)                           | Danh sách ca khúc 1. Không còn nợ nhau (Phúc Trường) 2. Tình khôn nguôi (Nguyễn Minh Cường) 3. Yêu anh hơn chính em (Nguyễn Hoàng Duy) 4. Vì em còn thương (Văn Thiên Hạnh) 5. Yêu thương một đời (Hùng Quân) 6. Giận thì giận mà thương thì thương (Nguyễn Minh Cường) - Phát hành: 10 tháng 1 năm 2019 - Hãng đĩa: Viết Tân Studio - Định dạng CD |                       |
| Nhạc xưa        | Khúc tình xưa                                     | Danh sách ca khúc 1. Mưa nửa đêm (Trúc Phương) 2. Tình lỡ (Thanh Bình) 3. Sầu lẻ bóng (Anh Bằng) 4. Buồn (Y Vân) 5. Đồi thông hai mộ (Hồng Vân) 6. Chiếc lá cuối cùng (Tuấn Khanh) 7. Ảo ảnh (Y Vân) 8. Em về kẻo mưa (Ngân Giang) 9. Tình đời (Minh Kỳ) 10. Hàn Mạc Tử (Trần Thiện Thanh) 11. Mùa đông của anh (Trần Thiện Thanh) 12. Ngọn trúc đào (Anh Bằng) - Phát hành: 27 tháng 8 năm 2010 - Hãng đĩa: Viết Tân Studio - Định dạng: CD & Đĩa than | 60.000                |
| Nhạc xưa        | Khúc tình xưa 2 – Trả lại thời gian               | Danh sách ca khúc 1. Trả lại thời gian (Thanh Sơn) 2. Sầu tím thiệp hồng (Minh Kỳ & Hoài Linh) 3. Ai khổ vì ai (Thương Linh) 4. Sang ngang (Đỗ Lễ) 5. Sao em nỡ vô tình (Nguyễn Hữu Sáng) 6. Chờ người (Khánh Băng) 7. Mưa rừng (Huỳnh Anh) 8. Nửa đêm ngoài phố (Trúc Phương) 9. Nếu anh đừng hẹn/Lỡ yêu rồi (Lê Dinh) 10. Vết thương cuối cùng (Nguyễn Văn Để) 11. Không giờ rồi (Vinh Sử) - Phát hành: 10 tháng 12 năm 2011 - Hãng đĩa: Viết Tân Studio - Định dạng: CD | 60.000                |
| Nhạc xưa        | Khúc tình xưa 3 – Đêm tâm sự                      | Danh sách ca khúc 1. Hoa nở về đêm (Trần Thiện Thanh) 2. Đêm tâm sự (Trúc Phương) 3. Chuyến tàu hoàng hôn (Minh Kỳ & Hoài Linh) 4. Sương lạnh chiều đông (Mạnh Phát) 5. Kiếp cầm ca (Huỳnh Anh) 6. Chiều cuối tuần (Trúc Phương) 7. Ai cho tôi tình yêu (Trúc Phương) 8. Câu chuyện đầu năm (Hoài An) 9. Người ngoài phố (Anh Việt Thu) 10. Tình yêu trả lại trăng sao (Lê Dinh) 11. Cho vừa lòng em (Phan Trần) - Phát hành: 8 tháng 3 năm 2015 - Hãng đĩa: Viết Tân Studio - Định dạng: CD | [ 2 ] [ 12 ]          |
| Nhạc xưa        | Khúc tình xưa 4 – Lệ Quyên & Lam Phương           | Danh sách ca khúc 1. Biển tình 2. Kiếp nghèo 3. Trăm nhớ ngàn thương 4. Thành phố buồn 5. Bài tango cho em 6. Thu sầu 7. Mưa lệ 8. Phút cuối 9. Cỏ úa 10. Một mình 11. Xin thời gian qua mau 12. Tình đẹp như mơ - Phát hành: 20 tháng 12 năm 2016 - Hãng đĩa: Viết Tân Studio - Định dạng: CD & Đĩa than |                       |
| Nhạc xưa        | Khúc tình xưa 5 – Hẹn hò                          | Danh sách ca khúc 1. Nhật ký đời tôi (Thanh Sơn) 2. Mưa qua phố vắng (Hà Phương) 3. Hẹn hò (Phạm Duy) 4. Sao chưa thấy hồi âm (Châu Kỳ) 5. Xót xa (Lam Phương) 6. Ngày sau sẽ ra sao (Vân Tùng) 7. Đường xưa lối cũ (Hoàng Thi Thơ) 8. LK Con đường xưa em đi & Đừng nói xa nhau (Châu Kỳ & Hồ Đình Phương) 9. Hai vì sao lạc (Anh Việt Thu) 10. Tấm ảnh không hồn (Lê Dinh & Hoài An) 11. Chiều mưa biên giới (Nguyễn Văn Đông) 12. Không bao giờ quên anh (Hoàng Trang) 13. Hoa trinh nữ (Trần Thiện Thanh) 14. Sầu lẻ bóng 2 (Anh Bằng) - Phát hành: 14 tháng 2 năm 2019 - Hãng đĩa: Viết Tân Studio - Định dạng: CD                               |                       |
| Chủ đề nhạc sĩ  | Vùng tóc nhớ (10 Bài Không Tên – Vũ Thành An)     | Danh sách ca khúc 1. Bài không tên số 1 2. Bài không tên số 2 3. Bài không tên số 3 4. Bài không tên số 4 5. Bài không tên số 5 6. Bài không tên số 6 7. Bài không tên số 7 8. Bài không tên số 8 9. Bài không tên số 9 10. Bài không tên cuối cùng - Phát hành: 7 tháng 11 năm 2014 - Hãng đĩa: Hãng phim Phương Nam - Định dạng: CD |                       |
| Chủ đề nhạc sĩ  | Tình khúc không tên (2 CD)                        | Danh sách ca khúc 1. Bài không tên số 28 (Anh cám ơn em) 2. Bài không tên số 6 3. Bài không tên số 9 4. Bài không tên số 37 (Rưng rưng lệ) 5. Bài không tên số 7 6. Bài không tên số 15 7. Đêm say 8. Trong tay nhau 9. Một lần nào cho tôi gặp lại em 10. Bài không tên số 50 11. Lời tình buồn 12. Anh đến thăm em đêm 30 13. Tình khúc thứ nhất 14. Bài không tên số 1 15. Bài không tên số 2 16. Bài không tên số 3 17. Bài không tên số 4 18. Bài không tên số 5 19. Bài không tên cuối cùng 20. Bài không tên số 8 21. Đời đá vàng 22. Rồi mai mình cũng già - Phát hành: 10 tháng 12 năm 2015 - Hãng đĩa: Hãng phim Phương Nam - Định dạng: CD |                       |
| Chủ đề nhạc sĩ  | Lệ Quyên & Trịnh Công Sơn                         | Danh sách ca khúc 1. Ướt mi 2. Diễm xưa 3. Sóng về đâu 4. Còn tuổi nào cho em 5. Ru em từng ngón xuân nồng 6. Ru ta ngậm ngùi 7. Dấu chân địa đàng 8. Biển nhớ 9. Ru đời đi nhé 10. Mưa hồng 11. Phôi pha 12. Gọi tên bốn mùa - Phát hành: 15 tháng 1 năm 2018 - Hãng đĩa: Viết Tân Studio - Định dạng: CD & Đĩa than | [ 13 ]                |
| Nhạc tiền chiến | Dòng thời gian                                    | Danh sách ca khúc 1. Bản tình cuối (Ngô Thuỵ Miên) 2. Dấu tình sầu (Ngô Thuỵ Miên) 3. Mắt biếc (Phạm Mạnh Cương) 4. Một mình (Lam Phương) 5. Xóm đêm (Phạm Đình Chương) 6. Đêm đông (Nguyễn Văn Thương) 7. Thu ca (Phạm Mạnh Cương) 8. Cô đơn (Nguyễn Ánh 9) 9. Xin còn gọi tên nhau (Trường Sa) 10. Niệm khúc cuối 11. Dư âm (Nguyễn Văn Tý) 12. Nửa hồn thương đau (Phạm Đình Chương) - Phát hành: 9 tháng 9 năm 2013 - Hãng đĩa: Viết Tân Studio - Định dạng: CD | [ 14 ]                |
| Acoustic        | Lệ Quyên Acoustic                                 | Danh sách ca khúc 1. Mãi mãi bên em (Jimmy Nguyễn) 2. Mưa ngâu (Thanh Tùng) 3. Giấc mơ mùa thu (Võ Thiện Thanh) 4. Nếu xa nhau (Đức Huy) 5. Tinh khôi một ngày (Lê Thanh Long) 6. Nỗi nhớ mùa đông (Phú Quang) 7. Chân tình (Trần Lê Quỳnh) 8. Xa rồi tuổi thơ (Ngọc Lễ) - Phát hành CD: 5 tháng 12 năm 2009 - Phát hành đĩa than: 25 tháng 03 năm 2014 - Hãng đĩa: Tuấn Trinh Production - Nhà sản xuất: Hãng phim trẻ - Công ty Giao hưởng xanh - Định dạng: CD & Đĩa than | [ 15 ]                |
| Nhạc nhẹ cũ     | Tình khúc yêu thương                              | Danh sách ca khúc 1. Xa rồi mùa đông (Nguyễn Nam) 2. Dạ khúc (Quốc Bảo) 3. Biển cạn (Kim Tuấn) 4. Em sẽ nhớ mãi (Đức Trí) 5. Lãng đãng chiều đông Hà Nội (Phú Quang) 6. Hiu hắt đời nhau (Lê Vũ) 7. Con tim tan vỡ (Kim Tuấn) 8. Hoa sữa (Hồng Đăng) 9. Yêu thương mong manh (Đức Trí) 10. Bên em là biển rộng (Bảo Chấn) 11. Chia tay tình đầu (Nguyễn Ngọc Thiện) 12. Ánh sáng đời tôi (Minh Châu) - Phát hành: 6 tháng 6 năm 2012 - Hãng đĩa: Viết Tân Studio - Định dạng: CD | [ 16 ]                |

### Các album thu hình trực tiếp
| Tựa đề                                       | Chi tiết album | Khách mời                                                           | Doanh số đã phát hành |
| -------------------------------------------- | --- | ------------------------------------------------------------------- | --------------------- |
| Khúc tình xưa 2 – Trả lại thời gian          | Danh sách ca khúc 1. Chờ người (Khánh Băng) 2. Nửa đêm ngoài phố (Trúc Phương) 3. Mưa nửa đêm (Trúc Phương) 4. LK Sầu lẻ bóng (Anh Bằng) & Ai khổ vì ai (Thương Linh) 5. Sầu tím thiệp hồng - Lệ Quyên ft. Quang Lê (Hoài Linh) 6. Hai chuyến tàu đêm - Quang Lê (Trúc Phương) 7. Xóm đêm (Phạm Đình Chương) 8. Mưa rừng (Huỳnh Anh) 9. Sao em nỡ vô tình (Nguyễn Hữu Sáng) 10. Trả lại thời gian - Lệ Quyên ft. Hương Lan (Thanh Sơn) 11. Không bao giờ quên anh - Hương Lan (Hoàng Trang) 12. Sang ngang (Đỗ Lễ) 13. Cô đơn (Nguyễn Ánh 9) 14. Tình là giấc mơ (Người yêu dấu ơi) (Bài: Koibito Yo; Nhạc Nhật, lời Nhật: Itsuwa Mayumi; Lời Việt: Khúc Lan) 15. Bản tình cuối - Lệ Quyên ft. Quang Dũng (Ngô Thụy Miên) 16. Đoản khúc cuối cho em - Quang Dũng (Hoàng Trọng Thụy) 17. Vết thương cuối cùng (Diên An) 18. Chiếc lá cuối cùng (Tuấn Khanh) 19. Đêm đông (Nguyễn Văn Thương) 20. Bài thánh ca buồn - Lệ Quyên ft. Đàm Vĩnh Hưng (Nguyễn Vũ) 21. Anh còn nợ em - Đàm Vĩnh Hưng (Anh Bằng) 22. Hiu hắt đời nhau (Lê Vũ) 23. LK Hà Nội mùa vắng những cơn mưa (Nhạc: Trương Quý Hải, Lời: Bùi Thanh Tuấn) & Niệm khúc cuối (Ngô Thụy Miên) & Không giờ rồi (Vinh Sử) 24. Tình đẹp như mơ (Lam Phương) - Phát hành: 25 tháng 12 năm 2011 - Địa điểm: Nhà hát Thành phố - Nhãn thu âm: Viết Tân Studio - Định dạng: DVD | Đàm Vĩnh Hưng - Hương Lan - Quang Dũng - Quang Lê                   |                       |
| Tình khúc yêu thương                         | Danh sách ca khúc 1. Bên em là biển rộng (Bảo Chấn) 2. Xa rồi mùa đông (Nguyễn Nam) 3. Hoa sữa - Hồng Đăng) 4. Biển cạn - Lệ Quyên ft. Uyên Linh (Kim Tuấn) 5. Vẫn hát lời tình yêu - Uyên Linh (Dương Thụ) 6. Chia tay tình đầu (Nguyễn Ngọc Thiện) 7. Con tim tan vỡ (Nguyễn Duy An) 8. Dạ khúc - Lệ Quyên ft. Hiền Thục (Quốc Bảo) 9. Như vẫn còn đây - Hiền Thục (Phúc Trường) 10. Em sẽ nhớ mãi (Đức Trí) 11. Hiu hắt đời nhau (Lê Vũ) 12. Lãng đãng chiều đông Hà Nội (Nhạc: Phú Quang, Lời: Tạ Quang Chương) 13. Ánh sáng đời tôi - Lệ Quyên ft. Thu Minh (Minh Châu) 14. Nhớ anh (R&B & Remix) - Thu Minh (Kỳ Phương) 15. Để nhớ một thời ta đã yêu (Thái Thịnh) 16. Tìm lại lần nữa (Vũ Quốc Việt) 17. Một lần cuối thôi - Hồ Ngọc Hà (Nguyễn Hồng Thuận) 18. Yêu thương mong manh - Lệ Quyên ft. Hồ Ngọc Hà (Đức Trí) 19. Một mình - Lệ Quyên ft. khách mời (Thanh Tùng) 20. Mái đình làng biển (Nguyễn Cường) 21. Trả lại thời gian (Thanh Sơn) 22. Hàn Mạc Tử (Trần Thiện Thanh) 23. Em về kẻo mưa (Ngân Giang) 24. Tình lỡ (Thanh Bình) 25. Đường tình đôi ngả - Lệ Quyên ft. Hữu Châu (Lê Văn Thiện) 26. Mưa rừng - Hữu Châu (Huỳnh Anh) 27. LK Giấc mơ có thật (Siu Kei Chan & Shiu Shiong Lee; Lời Việt: Tường Văn) & Hãy trả lời em (Tuấn Nghĩa) & Thôi đừng chiêm bao (Tường Văn) 28. Đêm đông (Nguyễn Văn Thương) 29. Mùa đông của anh (Trần Thiện Thanh) 30. Sa mạc tình yêu (Nhạc Nhật, Lời Việt: Khúc Lan) 31. Nỗi đau ngự trị (Lương Bằng Quang) 32. Ngôi sao nhỏ (Tường Văn) - Phát hành: 23 tháng 11 năm 2012 - Địa điểm: Nhà hát Thành phố - Hãng đĩa: Viết Tân Studio - Định dạng: DVD | Thu Minh - Hồ Ngọc Hà- Hiền Thục - Uyên Linh                        |                       |
| Q Show – Kỷ niệm 15 năm ca hát               | Danh sách ca khúc 1. Giấc mơ có thật (Nhạc ngoại: Siu Kei Chan & Shiu Shiong Lee; Lời Việt: Tường Văn) 2. Phút giây hạnh phúc (Nhạc ngoại: Chen Wei Ping, Lời: Liang Xue Ping; Lời Việt: Bùi Thắng) 3. Hãy trả lời em (Tuấn Nghĩa) 4. Nếu như ngày đó (Hoàng Nhã) 5. Quay lại từ đầu (Trương Lê Sơn) 6. Thêm một lần yêu thương - Lệ Quyên ft. Dương Triệu Vũ (Trương Lê Sơn) 7. Căn phòng - Dương Triệu Vũ (Bảo Lê) 8. LK Trên đỉnh Phù Vân (Phó Đức Phương) & Chiều Phủ Tây Hồ (Phú Quang) & Đêm ả đào (Phú Quang) 9. LK Hà Nội mùa vắng những cơn mưa (Nhạc: Trương Quý Hải, Lời: Bùi Thanh Tuấn) & Lãng đãng chiều đông Hà Nội (Nhạc: Phú Quang, Lời: Tạ Quang Chương) & Em ơi Hà Nội phố (Nhạc: Phú Quang, Lời: Phan Vũ) & Nỗi nhớ mùa đông (Nhạc: Phú Quang, Lời: Thảo Phương) 10. Mưa nửa đêm (Trúc Phương) 11. Trả lại thời gian (Thanh Sơn) 12. LK Sầu lẻ bóng (Anh Bằng) & Ai khổ vì ai (Thương Linh) 13. Nhớ người yêu - Lệ Quyên ft. Quang Lê (Hoàng Hoa & Thảo Trang) 14. Về đâu mái tóc người thương - Quang Lê (Hoài Linh) 15. Tình lỡ (Thanh Bình) 16. Nhật ký đời tôi (Thanh Sơn) 17. Sương lạnh chiều đông (Mạnh Phát) 18. Tình yêu trả lại trăng sao - Lệ Quyên ft. Đàm Vĩnh Hưng (Lê Dinh) 19. LK Xót xa (Tô Thanh Tùng) & Ngày buồn (Lam Phương) & Thành phố Buồn (Lam Phương) - Đàm Vĩnh Hưng 20. Một mình (Lam Phương) 21. LK Bản tình cuối (Ngô Thuỵ Miên) & Xin còn gọi tên nhau (Trường Sa) & Dấu tình sầu (Ngô Thuỵ Miên) 22. Nửa hồn thương đau (Phạm Đình Chương) 23. Cô đơn (Nguyễn Ánh 9) 24. Thu ca (Phạm Mạnh Cương) 25. Mùa thu cho em - Lệ Quyên ft. Quang Dũng (Ngô Thụy Miên) 26. Đêm đông - Quang Dũng (Nguyễn Văn Thương) 27. LK Để nhớ một thời ta đã yêu (Thái Thịnh) & Nếu em được chọn lựa (Thái Thịnh) 28. Con tim dại khờ (Hoàng Nhã) 29. Quá muộn màng (Trương Lê Sơn) 30. Ta đã từng yêu - Lệ Quyên ft. Tuấn Hưng (Thái Thịnh) 31. In the club - Tuấn Hưng (Hồ Hoài Anh) 32. Hãy trả lời em - Lệ Quyên ft. khách mời (Tuấn Nghĩa) - Phát hành: 9 tháng 4 năm 2014 - Địa điểm: Nhà hát Thành phố (Sài Gòn), Trung tâm Hội nghị Quốc gia (Hà Nội), 10 nước Châu Âu (Anh, Pháp, Ba Lan, Đan Mạch, Tiệp Khắc, Cộng hoà Séc Na Uy, Đức, Nga, Hungary), Úc (Melbourne, Sydney) và hơn 30 tiểu bang lớn nhỏ của Mỹ. - Hãng đĩa: Việt Hùng Studio - Định dạng: DVD | Đàm Vĩnh Hưng - Tuấn Hưng - Quang Dũng - Quang Lê - Dương Triệu Vũ  | 30.000                |
| Vũ Thành An & Những Bản tình ca              | Danh sách ca khúc 1. Bài không tên số 8 (Vũ Thành An) 2. Bài không tên số 2 (Vũ Thành An) 3. Bài không tên số 4 (Vũ Thành An) 4. Bài không tên số 5 - Hồ Trung Dũng (Vũ Thành An) 5. Bài không tên số 7 (Vũ Thành An) 6. Bài không tên số 3 (Vũ Thành An) 7. Bài không tên cuối cùng (Vũ Thành An) 8. Anh đến thăm em đêm 30 - Đức Tuấn (Vũ Thành An) 9. Niệm khúc cuối - Lê Hiếu (Ngô Thụy Miên) 10. Lâu đài tình ái - Lệ Quyên ft. Lê Hiếu (Trần Thiện Thanh) 11. Thu ca (Phạm Mạnh Cương) 12. Sương lạnh chiều đông (Mạnh Phát) 13. Xin còn gọi tên nhau - Lệ Quyên ft. Hồ Trung Dũng (Trường Sa) 14. Con quỳ lạy chúa trên trời - Đức Tuấn (Lời: Phạm Duy; Thơ: Nhật Tuân) 15. Tình lỡ (Thanh Bình) 16. Nhật ký đời tôi (Thanh Sơn) 17. LK Con đường xưa em đi & Đừng nói xa nhau (Châu Kỳ & Hồ Đình Phương) 18. Câu chuyện đầu năm (Hoài An) 19. LK Sầu lẻ bóng (Anh Bằng) & Ai khổ vì ai (Thương Linh) & Tình yêu trả lại trăng sao (Lê Dinh) 20. Kiếp cầm ca (Huỳnh Anh) - Phát hành: 27 tháng 12 năm 2014 - Hãng đĩa: Viết Tân Studio - Định dạng: DVD | Lê Hiếu - Hồ Trung Dũng - Đức Tuấn                                  |                       |
| Vũ Thành An & Lệ Quyên – Tình khúc không tên | Danh sách ca khúc 1. Bài không tên số 28 (Anh cám ơn em) - Hồ Trung Dũng 2. Bài không tên số 6 3. Bài không tên số 9 4. Bài không tên số 37 (Rưng rưng lệ) 5. Bài không tên số 7 6. Bài không tên số 15 7. Đêm say - Ayor Band 8. Trong tay nhau - Ayor Band 9. Một lần nào cho tôi gặp lại em - Lệ Quyên ft. Hồ Trung Dũng 10. Bài không tên số 50 - 5 Dòng kẻ 11. Lời tình buồn - Lệ Quyên ft. 5 Dòng kẻ 12. Anh đến thăm em đêm 30 - Lệ Quyên ft. Quang Dũng 13. Tình khúc thứ nhất - Quang Dũng 14. Bài không tên số 1 15. Bài không tên số 2 16. Bài không tên số 3 17. Bài không tên số 4 18. Bài không tên số 5 19. Bài không tên cuối cùng - Lệ Quyên ft. Tuấn Ngọc 20. Bài không tên số 8 - Tuấn Ngọc 21. Đời đá vàng - Lệ Quyên ft. Tuấn Ngọc 22. Rồi mai mình cũng già - Lệ Quyên ft. khách mời - Phát hành: 10 tháng 12 năm 2015 - Hãng đĩa: Hãng phim Phương Nam - Định dạng: DVD, CD | Tuấn Ngọc - Quang Dũng - Hồ Trung Dũng - 5 Dòng Kẻ - Ayor Band      |                       |
| Nơi tình yêu bắt đầu                         | Danh sách ca khúc 1. Giấc mơ mùa thu (Võ Thiện Thanh) 2. Để nhớ một thời ta đã yêu (Thái Thịnh) 3. Nếu em được chọn lựa (Thái Thịnh) 4. Câu chuyện đầu năm (Hoài An) 5. LK Bản tình cuối (Ngô Thuỵ Miên) & Xin còn gọi tên nhau (Trường Sa) & Dấu tình sầu (Ngô Thuỵ Miên) 6. Như giấc chiêm bao - Lệ Quyên ft. Tuấn Hưng (Tường Văn) 7. Tìm lại bầu trời (Khắc Việt) 8. Anh nhớ em - Tuấn Hưng (Tú Dưa) 9. Cầu vồng khuyết - Tuấn Hưng (Minh Khang) 10. Nắm lấy tay anh - Tuấn Hưng (Tú Dưa) 11. Thì thầm mùa xuân - Tuấn Hưng (Ngọc Châu) 12. 60 năm cuộc đời - Tuấn Hưng (Y Vân) 13. Biển cạn (Kim Tuấn) 14. Thu ca (Phạm Mạnh Cương) 15. LK Nếu như ngày đó (Hoàng Nhã) & Hãy trả lời em (Tuấn Nghĩa) 16. Đêm cô đơn - Lệ Quyên ft. Tuấn Hưng (Trung Kiên) 17. Không thể và có thể - Lệ Quyên ft. Tuấn Hưng (Phó Đức Phương) - Phát hành: 20 tháng 1 năm 2016 - Hãng đĩa: Viết Tân Studio - Định dạng: DVD | Tuấn Hưng                                                           |                       |
| Lệ Quyên Live Concert 2016                   | Danh sách ca khúc 1. Dạ khúc (Quốc Bảo) 2. Một thoáng hương tình (Hoài An) 3. Con đường màu xanh - Lệ Quyên ft. Lê Hiếu (Trịnh Nam Sơn) 4. Cơn đau cuối cùng - Lê Hiếu (Thái Thịnh) 5. LK Hồ trên núi (Phó Đức Phương) & Ngẫu hứng sông Hồng (Trần Tiến) 6. Mùa xuân bên cửa sổ - Lệ Quyên ft. Quang Dũng (Xuân Hồng) 7. Anh còn nợ em - Quang Dũng (Anh Bằng) 8. Ru em từng ngón xuân nồng - Quang Dũng (Trịnh Công Sơn) 9. Duyên phận (Thái Thịnh) 10. Đoạn tuyệt (Thái Thịnh) 11. Hoa nở về đêm (Trần Thiện Thanh) 12. Chuyến tàu hoàng hôn (Minh Kỳ & Hoài Linh) 13. Nhật ký đời tôi (Thanh Sơn) 14. LK Không giờ rồi (Vinh Sử) - Người ngoài phố (Anh Việt Thu) 15. Đêm tâm sự - Lệ Quyên ft. Quang Lê (Trúc Phương) 16. Giọng ca dĩ vãng - Quang Lê (Bảo Thu) 17. Sầu lẻ bóng - Quang Lê (Anh Bằng) 18. Nếu em được chọn lựa - Lệ Quyên ft. Minh Tuyết (Thái Thịnh) 19. Mẹ từ bi (Nhạc: Chúc Linh, thơ: Thích Từ Giang) 20. Huyền thoại mẹ (Trịnh Công Sơn) 21. Mừng tuổi mẹ (Trần Long Ẩn) 22. Mẹ yêu (Phương Uyên) 23. Người tình (Quỳnh Anh) 24. Đắng cay (Lương Bằng Vinh) 25. Nơi thời gian ngừng lại - Lệ Quyên ft. Tuấn Hưng (Tường Văn) 26. Tìm lại bầu trời - Tuấn Hưng (Khắc Việt) 27. Anh nhớ em - Tuấn Hưng (Tú Dưa) 28. Nắm lấy tay anh - Tuấn Hưng (Tú Dưa) 29. Con tim anh đã đổi thay (Thái Thịnh) 30. Phải chi em biết (Thái Thịnh) 31. Người quên chốn cũ (Thái Thịnh) 32. Về đây nghe em - Lệ Quyên ft. khách mời (Trịnh Nam Sơn) - Phát hành: 8 tháng 3 năm 2016 - Hãng đĩa: Viết Tân Studio - Định dạng: DVD | Tuấn Hưng - Quang Dũng - Quang Lê - Lê Hiếu - Minh Tuyết - Tóc Tiên |                       |
| Tình khôn nguôi                              | Danh sách ca khúc 1. Ngày mùa xuân vừa hé - Bạch Công Khanh (Tuấn Khanh) 2. Mưa qua phố vắng (Hà Phương) 3. Hoa trinh nữ (Trần Thiện Thanh) 4. Đường xưa lối cũ (Hoàng Thi Thơ) 5. LK Con đường xưa em đi & Đừng nói xa nhau (Châu Kỳ & Hồ Đình Phương) - Lệ Quyên ft. Triều Quân 6. Xót xa - Triều Quân (Tô Thanh Tùng) 7. Giã từ - Triều Quân (Tô Thanh Tùng) 8. Sao chưa thấy hồi âm (Châu Kỳ) 9. Xót xa (Lam Phương) 10. Hẹn hò (Phạm Duy) 11. Sầu lẻ bóng 2 (Anh Bằng) 12. Hai vì sao lạc - Lệ Quyên ft. Mạnh Đồng (Anh Việt Thu) 13. Vì đó là em - Mạnh Đồng (Diệu Hương) 14. Riêng một góc trời - Mạnh Đồng (Ngô Thụy Miên) 15. Không còn nợ nhau (Phúc Trường) 16. Tình khôn nguôi (Nguyễn Minh Cường) 17. Yêu anh hơn chính em (Nguyễn Hoàng Duy) 18. Giận thì giận mà thương thì thương (Nguyễn Minh Cường) 19. Tình nhớ - Lệ Quyên ft. Quang Dũng (Trịnh Công Sơn) 20. Giấc mơ mùa thu - Quang Dũng (Võ Thiện Thanh) 21. Chiều một mình qua phố - Quang Dũng (Trịnh Công Sơn) 22. Diễm xưa - Quang Dũng (Trịnh Công Sơn) 23. Câu chuyện đầu năm (Hoài An) 24. LK Mùa xuân đầu tiên (Tuấn Khanh) & Nếu xuân này vắng anh (Bảo Thu) 25. Lắng nghe mùa xuân về (Dương Thụ) - Phát hành: 4 tháng 1 năm 2019 - Hãng đĩa: Viết Tân Studio - Định dạng: DVD | Quang Dũng, Bạch Công Khanh, Triều Quân, Mạnh Đồng                  |                       |

### Các album nhạc phim
| Tựa đề              | Chi tiết album                                                                   | Phim           |
| ------------------- | -------------------------------------------------------------------------------- | -------------- |
| Lầm lỡ              | - Phát hành: 8 tháng 9 năm 2010 - Hãng đĩa: Viết Tân Studio - Định dạng: CD, DVD | Nữ tù nhân     |
| Thôi đừng chiêm bao | - Phát hành: 8 tháng 9 năm 2013 - Hãng đĩa: Viết Tân Studio - Định dạng: CD, DVD | Chỉ là ảo vọng |

## Đĩa đơn
| Tựa đề     | Chi tiết đĩa đơn                                                                 |
| ---------- | -------------------------------------------------------------------------------- |
| Duyên phận | - Phát hành: 8 tháng 4 năm 2016 - Hãng đĩa: Viết Tân Studio - Định dạng: CD, DVD |

| Tựa đề | Chi tiết đĩa đơn                                                                               |
| --- | ---------------------------------------------------------------------------------------------- |
| Căn phòng (hợp tác cùng Dương Triệu Vũ) | - Phát hành: 30 tháng 9 năm 2011 - Hãng đĩa: Viết Tân Studio - Định dạng: CD                   |
| Cảm ơn (hợp tác cùng Đàm Vĩnh Hưng, Thu Minh, Hồ Ngọc Hà, Hà Anh Tuấn, Minh Hằng, Noo Phước Thịnh, Ngô Kiến Huy, Thu Thủy, Đông Nhi, Ông Cao Thắng, V.Music, Ái Phương) | - Phát hành: 10 tháng 7 năm 2014 - Hãng đĩa: Viết Tân Studio - Định dạng: Nghe nhạc trực tuyến |

### Tham gia hợp tác
| Tựa đề                               | Chi tiết album song ca | Hợp tác cùng                  | Doanh số |
| ------------------------------------ | --- | ----------------------------- | -------- |
| Lời ăn năn muộn màng – Trái tim buồn | Danh sách ca khúc 1. Đêm chia tay (Minh Nhiên) 2. Đừng hỏi vì sao - Lệ Quyên (Nguyễn Nhất Huy) 3. Trái tim buồn (Quốc An) 4. Bản tình ca cô đơn - Lệ Quyên ft. Hoàng Thiên Long (Trường Huy) 5. Bình yên từ trái tim em (Nguyễn Nhất Huy) 6. Chia tay người ơi - Lệ Quyên ft. Hoàng Thiên Long (Hoài An) 7. Lỡ một cuộc tình (Thái Thịnh) 8. Hát cho một cuộc tình - Lệ Quyên (Lê Quang) 9. Lời ăn năn muộn màng (Quốc An) 10. Xin dìu nhau đến tình yêu - Lệ Quyên (Đỗ Kim Bảng) 11. Không phải em (Thái Thịnh) - Phát hành: 25 tháng 7 năm 2006 - Hãng đĩa: Viết Tân Studio - Định dạng: CD | Hoàng Thiên Long              |          |
| Mắt biếc                             | Danh sách ca khúc 1. Mùa thu cho em (Ngô Thụy Miên) 2. Mắt biếc (Ngô Thụy Miên) 3. Xóm đêm - Lệ Quyên (Phạm Đình Chương) 4. Gửi gió cho mây ngàn bay (Đoàn Chuẩn & Từ Linh) 5. Bản tình cuối - Lệ Quyên ft. Tuấn Hiệp (Ngô Thụy Miên) 6. Niệm khúc cuối (Ngô Thụy Miên) 7. Đêm đông - Lệ Quyên (Nguyễn Văn Thương) 8. Ai về sông Tương (Thông Đạt) 9. Lá đổ muôn chiều (Đoàn Chuẩn & Từ Linh) 10. Chiếc lá cuối cùng - Lệ Quyên (Tuấn Khanh) - Phát hành: 12 tháng 9 năm 2006 - Hãng đĩa: DIHAVINA - Định dạng: CD                                                                            | Tuấn Hiệp & Nguyễn Tùng Dương |          |
| Mắt biếc                             | Danh sách ca khúc 1. Gọi người yêu dấu (Vũ Đức Nghiêm) 2. Tóc em chưa úa nắng hè (Phạm Mạnh Cương) 3. Lá thư (Đoàn Chuẩn & Từ Linh) 4. Niệm khúc cuối - Lệ Quyên (Ngô Thụy Miên) 5. Sao em vô tình (Nguyễn Hữu Sáng) 6. Em đến thăm anh một chiều mưa (Tô Vũ) 7. Mắc biếc (Ngô Thụy Miên) 8. Một thoáng hương tình - Lệ Quyên (Võ Hoài An) 9. Nghe những tàn phai (Trịnh Công Sơn) 10. Tình khúc cho em (Lê Uyên Phương) - Phát hành: 6 tháng 6 năm 2007 - Hãng đĩa: Kim Lợi Studio - Định dạng: CD                                                                                           | Xuân Phú & Nguyên Thảo        |          |
| Như giấc chiêm bao                   | Danh sách ca khúc 1. Như giấc chiêm bao - Lệ Quyên ft. Tuấn Hưng (Tường Văn) 2. Đắng cay - Lệ Quyên (Lương Bằng Vinh) 3. Đoản khúc cuối cho em (Hoàng Trọng Thùy) 4. Nơi thời gian ngừng lại - Lệ Quyên ft. Tuấn Hưng (Tường Văn) 5. Đêm cô đơn - Lệ Quyên ft. Tuấn Hưng (Trung Kiên) 6. Yêu thương lỡ làng - Lệ Quyên (Trương Lê Sơn) 7. Cõi tình (Minh Khang) 8. Thêm một lần yêu thương - Lệ Quyên (Trương Lê Sơn) 9. Anh vẫn còn yêu em (Anh Phương) 10. Hạnh phúc - Lệ Quyên ft. Tuấn Hưng (Tường Văn) - Phát hành: 2 tháng 11 năm 2008 - Hãng đĩa: HPRO Studio - Định dạng: CD          | Tuấn Hưng                     | 30.000   |

| Tựa đề                                      | Chi tiết album tham gia hợp tác                                                                                              | Hợp tác cùng |
| ------------------------------------------- | --- | --- |
| Phố cũ của tôi (Tình khúc Phú Quang Vol.10) | - Bài hát: Lãng đãng chiều đông Hà Nội - Phát hành: 23 tháng 11 năm 2005 - Hãng đĩa: Viết Tân Studio - Định dạng: CD         | Hồng Nhung, Hồ Ngọc Hà, Ngọc Anh, Kasim Hoàng Vũ, 5 Dòng Kẻ,, Phương Anh, Quang Lý, Trần Mạnh Tuấn, Mỹ Hạnh, Khánh Du              |
| Lê Hiếu Vol.3                               | - Bài hát: Con đường màu xanh - Phát hành: 11 tháng 10 năm 2005 - Hãng đĩa: Viết Tân Studio - Định dạng: CD                  | Lê Hiếu |
| Chuyện hôm qua (Vol.10)                     | - Bài hát: Như mùa thu qua - Phát hành: tháng 6 năm 2007 - Hãng đĩa: Viết Tân Studio - Định dạng: CD                         | Lam Trường |
| Khi ta yêu nhau (Vol.4)                     | - Bài hát: Vì anh đánh mất - Phát hành: tháng 6 năm 2007 - Hãng đĩa: Viết Tân Studio - Định dạng: CD                         | Hồ Ngọc Hà |
| Về đây em (Vol.5)                           | - Bài hát: Con đường màu xanh - Phát hành: 11 tháng 8 năm 2007 - Hãng đĩa: Viết Tân Studio - Định dạng: CD                   | Lê Hiếu |
| Từ Bắc...chí Nam (Vol.3)                    | - Bài hát: Tình cũ đã qua - Phát hành: tháng 10 năm 2007 - Hãng đĩa: Viết Tân Studio - Định dạng: CD                         | Đăng Khôi |
| Thập nhị mỹ nhân (Vol.17)                   | - Bài hát: Tình yêu thần thoại - Phát hành: 29 tháng 11 năm 2007 - Hãng đĩa: Viết Tân Studio - Định dạng: CD                 | Đan Trường |
| 10 năm Làn Sóng Xanh                        | - Bài hát: Hãy trả lời em - Phát hành: 7 tháng 12 năm 2007 - Hãng đĩa: Viết Tân Studio - Định dạng: CD                       | Đàm Vĩnh Hưng, Quang Dũng, Cẩm Ly, Hồ Quỳnh Hương, Duy Mạnh, Mỹ Linh, Hồng Nhung, Phương Thanh. Đan Trường, Lam Trường, Quang Linh |
| Ngày và đêm (Vol.1)                         | - Bài hát: Quay lại từ đầu - Phát hành: tháng 5 năm 2008 - Hãng đĩa: Viết Tân Studio - Định dạng: CD                         | Trương Lê Sơn |
| Âm (Vol.2)                                  | - Bài hát: Thêm một lần yêu thương - Phát hành: 9 tháng 11 năm 2010 - Hãng đĩa: Viết Tân Studio - Định dạng: CD              | Trương Lê Sơn |
| Hãy quên anh                                | - Bài hát: Giờ thì anh đã biết - Phát hành: 1 tháng 12 năm 2010 - Hãng đĩa: Viết Tân Studio - Định dạng: CD                  | Nguyễn Hoàng Nam |
| Dạ khúc cho tình nhân 5 – Xót xa            | - Bài hát: Tình đời - Phát hành: 25 tháng 7 năm 2011 - Hãng đĩa: Tiếng hát Việt Entertainment - Định dạng: CD                | Đàm Vĩnh Hưng |
| Không phải tại chúng mình                   | - Bài hát: Sầu tím thiệp hồng & Không giờ rồi - Phát hành: 13 tháng 4 năm 2012 - Hãng đĩa: Viết Tân Studio - Định dạng: CD   | Quang Lê |
| Phố vắng em rồi (Nhạc tình muôn thuở)       | - Bài hát: Xin thời gian qua mau - Phát hành: 12 tháng 6 năm 2013 - Hãng đĩa: Viết Tân Studio - Định dạng: CD                | Dương Triệu Vũ |
| Về đâu mái tóc người thương                 | - Bài hát: Về đâu mái tóc người thương - Phát hành: 31 tháng 1 năm 2015 - Hãng đĩa: Hãng phim Phương Nam - Định dạng: CD     | Nguyễn Hoàng Nam |
| Một lần nào cho tôi gặp lại em              | - Bài hát: Một lần nào cho tôi gặp lại em - Phát hành: 31 tháng 10 năm 2015 - Hãng đĩa: Hãng phim Phương Nam - Định dạng: CD | Hồ Trung Dũng |

## Video âm nhạc

### Tham gia hát chính
| Tựa đề              | Năm  | Đạo diễn     | Sản xuất                 | Nguồn                                        |
| ------------------- | ---- | ------------ | ------------------------ | -------------------------------------------- |
| Hãy trả lời em      | 2004 | Quốc Đạt     | Đài truyền hình Việt Nam | Hãy trả lời em - Lệ Quyên - Music Video      |
| Thôi đừng chiêm bao | 2004 | Nguyễn Nam   | Đài truyền hình Việt Nam | Thôi đừng chiêm bao - Lệ Quyên - Music Video |
| Quên một cuộc tình  | 2004 | Nguyễn Tranh | Đài truyền hình Việt Nam | Quên một cuộc tình - Lệ Quyên - Music Video  |
| Nỗi đau ngự trị     | 2011 | Tuấn Chelsea | Lệ Quyên                 | Nỗi đau ngự trị - Lệ Quyên - Music Video     |
| Con tim dại khờ     | 2013 | Tuấn Chelsea | Lệ Quyên                 | Con tim dại khờ - Lệ Quyên - Music Video     |
| Quá muộn màng       | 2013 | Tuấn Chelsea | Lệ Quyên                 | Quá Muộn Màng - Lệ Quyên - Music Video       |
| Câu chuyện đầu năm  | 2015 | Tuấn Chelsea | Lệ Quyên                 | Câu chuyện đầu năm - Lệ Quyên - Music Video  |
| Tình khôn nguôi     | 2019 | Vương Khang  | Lệ Quyên                 | Tình khôn nguôi - Lệ Quyên - Music Video     |
| Không còn nợ nhau   | 2019 | Vương Khang  | Lệ Quyên                 |                                              |

### Tham gia hợp tác
| Tựa đề | Năm  | Đạo diễn     | Sản xuất                      | Nguồn                                               |
| --- | ---- | ------------ | ----------------------------- | --------------------------------------------------- |
| Quên một cuộc tình & Chia tay người ơi (hợp tác cùng Hoàng Thiên Long)                                                                                                  | 2004 | Nguyễn Tranh | Đài truyền hình Việt Nam      | Quên một cuộc tình - Lệ Quyên - Music Video         |
| Căn phòng (hợp tác cùng Dương Triệu Vũ) | 2011 | Lệ Quyên     | W Studio                      | Căn phòng - Lệ Quyên & Dương Triệu Vũ - Music Video |
| Cảm ơn (hợp tác cùng Đàm Vĩnh Hưng, Thu Minh, Hồ Ngọc Hà, Hà Anh Tuấn, Minh Hằng, Noo Phước Thịnh, Ngô Kiến Huy, Thu Thủy, Đông Nhi, Ông Cao Thắng, V.Music, Ái Phương) | 2013 |              | Ya! Entertainment & Bi Studio | Cám ơn - Lệ Quyên & Various Artists - Music Video   |